# Barbara A. Mikulski Archive for Space Telescopes
Barbara A. Mikulski Archive for Space Telescopes (MAST) – jedno z największych na świecie archiwów obserwacji astronomicznych zawierające dane obserwacyjne z 16 różnych misji NASA, między innymi dane zebrane przez Kosmiczny Teleskop Hubble’a. Znajduje się ono w Space Telescope Science Institute w Baltimore a otwarto je w 2012. Archiwum zostało nazwane na cześć amerykańskiej senator Barbary Mikulski.